# Richard Leach Maddox
Richard Leach Maddox (Bath, 1816 – Southampton, 1902) fou un metge i inventor britànic conegut per la invenció de les plaques seques o procés de gelatina d'argent.

## Biografia
Richard Maddox va néixer a Bath a l'agost del 1816.
Va educar-se a l'escola pública de Somersetshire i al acabar el seus estudis primaris va decidir formar-se en medicina al University College London, on hi va entrar el 1837.
Maddox sempre va ser una persona amb una salut delicada. Per aquest motiu, va haver de suspendre els seus estudis durant una temporada. Durant aquesta època, Richard Maddox es va dedicar a viatjar pel món. El 1840, Maddox va reprendre els seus estudis i dos anys després va obtenir el diploma de la Royal College of Surgeons of England.
El 1844, Maddox es va traslladar a París per continuar els seus estudis. Allà va iniciar les seves pràctiques al centre of Medical Research i al Hôtel de la Charité. A més a més, Maddox va dedicar moltes estones al microscopi i a la traducció del Manual del Dr. Durjardin's sobre aquest camp.
El 1847, Maddox va empendre un altre viatge pel món, visitant Smyrna i després Constantinoble, on s'hi va acabar establint durant un període per tal d'exercir la seva professió. Durant la seva estada a la ciutat turca, va conèixer a Amelia, la que va esdevenir la seva dona a partir de 1849.
El 1850, va retornar a Anglaterra per tal de fer el doctorat en medicina a la Aberdeen University. Al cap de dos anys, al acabar els seus estudis, es va tornar a establir a Constantinoble on va acabar fent de Cirurgià civil al hospital de Scutari durant la Guerra de Crimea.
Altre vegada afectat per la seva dèbil salut, Maddox va decidir tornar a Anglaterra en busca d'un lloc més favorable per recuperar-se. Primer es va establir durant un temps a Islington, Londres, més tard a Ryde, Isle of Wight, i finalment a Woolston, prop the Southhampton, on hi va residir durant catorze anys.
El 1874, Maddox va abandonar Woolston per començar a servir com a metge personal a nobles i aristòcrates com ara el Duc de Montrose, més tard al Sir William Watkins-Wynns i per acabar, a la Lady Katherine Bannerman.
Amèlia, la seva dona, mor el 1871, i el Dr. Maddox decideix casar-se amb Agnes, filla de George Sharp Esq. De Newport, Isle of Wight.
L'any següent, el 1872, Maddox va tornar a empendre un viatge, primer per Ajaccio, continuant per Bordighera i finalment, Cornigliano, on va exercir la seva professió servint a residents anglesos.
El 1879, va retornar a Anglaterra, vivint durant uns anys a Gunnersbury, traslladant-se a Greenbank, Portswood i establint-se finalment a Southampton, Anglaterra, retirat finalment de la seva professió, però seguint escrivint per diversos diaris i revistes acadèmiques d'Anglaterra, França i els Estats Units.
La mort li va arribar a l'edat de 85 anys, el 10 de maig de 1902, causada per un aneurisma aòrtic.

## Investigacions
Al 1853, Maddox inicia el seu estudi sobre fotografia. Ell mateix explica que les primeres lents que fabricà dataven de l'any 1846, però que per culpa d'altres prioritats professionals, la seva aplicació no es va introduir fins al 1852.
Maddox amb la invenció de les plaques de gelatina d'argent, es converteix en un pioner en l'aplicació de la fotografia en el món del microscopi. Ell va ser un dels primers en veure el potencial que la reproducció de imatges a través de preparacions miscroscòpiques tenia.
Degut a la freqüència en que Maddox emmalaltia, malalties sovint causades per treballar massa i pel vapor que les emulsions de col·lodió amb les que treballava emetien, el doctor es trobava constantment havent de traslladar-se a Anglaterra en busca d'un clima més adient per recuperar-se. Això va causar que el temps que li podia dedicar a les seves investigacions fos molt restringit. Tot i així, després d'anys d'investigació, l'any 1871 va poder publicar al British Journal of Photography els resultats de la recerca de l'emulsió de gelatina d'argent i les plaques fotogràfiques seques.
Després d'aquest descobriment, Maddox es va interessar molt en la naixent ciència de la bacteriologia. Sobre aquest àmbit també en va fer diverses investigacions, de les quals la més remarcable fou la que estudiava els microorganismes present en l'aire. Per tal de dur a teme aquesta recerca va utilitzar un aparell que havia inventat ell mateix. Aquest fou anomenat aeroconiscope i consistia en una espècia d'embut que contenia un portaobjectes amb una preparació de gelatina a un extrem. D'aquesta manera, al passar-hi l'aire, tot els organismes que aquest contenia s'adheririen al portaobjectes i podien ser cultivats per la seva observació posteriorment. Els resultats d'aquesta investigació, van anar sent publicats mensualment a The Microscopical Journal.

## Premis
1853 - Medalla de The Photographic Society of London
1865 – Medalla de The Council of the International Exhibition of Dublin
1871- Membre honorífic de The Royal Microscopical Society of England.
1885 – Medalla d'or de The Inventions Exhibitions
1889 – The Scott Legacy Medal
1889 – Premi de The Franklin Institute in Philadelphia, U.S.A
1901 – Medalla del Progrés de The Royal Photographic Society of England.